# Norbert Schemansky
Norbert "Norb" Schemansky, född 30 maj 1924 i Detroit, död 7 september 2016 i Dearborn i Michigan, var en amerikansk tyngdlyftare. Han blev 1964 den förste tyngdlyftaren att ta fyra olympiska medaljer. Schemansky vann också tre världsmästerskap. Han satte 24 världsrekord mellan 1951 och 1962, varav tretton officiella.

## Biografi
Norbert Schemansky föddes i Detroit och växte upp där med tre bröder, han började med tyngdlyftning när han var 15 år gammal tillsammans med sin äldre bror som var amerikansk juniormästare. I high-school tävlade han i kulstötning. Schemansky avbröt sin träning för att tjänstgöra i militären under andra världskriget där han deltog i Ardenneroffensiven.
Schemanskys första internationella framgång kom 1947 då han tog silver vid världsmästerskapen i tyngdlyftning efter landsmannen John Davis. Året därefter tog han en silvermedalj vid olympiska sommarspelen 1948. Han vann sin första amerikanska mästerskapstitel 1949 och vann VM-guld i Milano 1951.
Trots framgångarna var uppmärksamheten liten i USA och även i hemstaden Dearborn. När Schemansky återvände med guldmedaljen han tagit under olympiska sommarspelen 1952 väntade ingen på honom och endast en bärare som arbetade på bussterminalen kände igen och gratulerade honom.
Schemansky tog guld vid VM 1953 och 1954. Han missade OS 1956 i Melbourne på grund av två ryggoperationer för att reparera skadade diskar. Efter den andra operationen tvivlade läkarna på att han skulle kunna gå igen. Schemansky återhämtade sig dock fullt ut och återvände till tyngdlyftningen där han tog två bronsmedaljer vid olympiska sommarspelen 1960 och 1964.
1972 avslutade han karriären och blev civilingenjör anställd av staden Dearborn där han fick en park uppkallade efter sig 1996. Schemansky valdes 1997 in i det internationella tyngdlyftningsförbundets Hall of Fame.